# Cambarellus texanus
Cambarellus texanus е вид ракообразно от семейство Cambaridae. Видът не е застрашен от изчезване.

## Разпространение и местообитание
Разпространен е в САЩ (Тексас).
Обитава сладководни басейни и реки.